# Lars-Ingvar Ljungman
Lars-Ingvar Ljungman, född 30 januari 1953 i Sankt Johannes församling i Malmö, är en svensk politiker (moderat) och förbundsordförande för Moderaterna i Skåne.
Ljungman var mellan 2006 och 2014 kommunstyrelsen ordförande och kommunalråd i Vellinge kommun i Skåne län.
År 2009 blev Ljungman uppmärksammad i riksmedier då han velat stoppa ett boende för ensamkommande flyktingbarn i Hököpinge i Vellinge kommun, arrangerat av Malmö kommun och Attendo. Detta ledde till debatt över hela Sverige, med slutpunkt att kommunen bestämde att snabbutreda huruvida man skulle skriva avtal med Migrationsverket.

## Tidigare kommunalpolitiska uppdrag
- Ordinarie ledamot i Vellinge kommunfullmäktige
- Ledamot i ledningsgruppen för fysisk planering
- Ordinarie ledamot i Nya Vellingebostäder AB
- Ordinarie ledamot i Vellinge Exploatering AB